# Leonardo (revue italienne)
Pour les articles homonymes, voir Leonardo.
Leonardo est une revue d'art, de littérature et de philosophie, fondée à Florence en janvier 1903 et disparue en août 1907. 

## Histoire

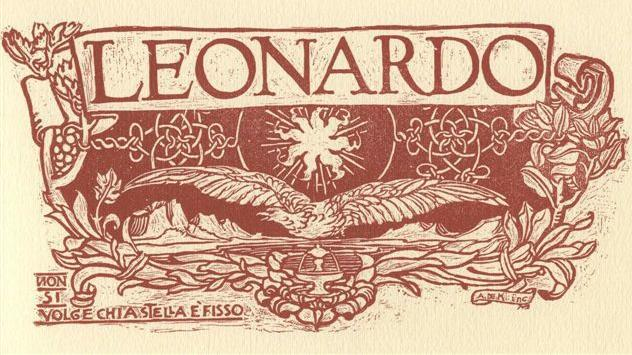
Premier logotype de la revue par Adolfo de Carolis.

La revue est lancée à l'initiative de Giovanni Papini, âgé de 22 ans, et Giuseppe Prezzolini, 21 ans, qui se présentent sous deux pseudonymes respectifs  (« Gian Falco » et « Giuliano il Sofista »), avec la collaboration de Giovanni Costetti, Adolfo De Carolis, Alfredo Bona, Ernesto Macinai et Giuseppe Antonio Borgese. La première adresse se trouve à Florence, au 9 Porta Rossa, dans le palazzo Davanzati, où un local a été loué pour la somme de 10 lires versés par chacun des sept associés. La première couverture est imaginée par De Carolis, avec un motif reproduisant une phrase attribuée à Léonard de Vinci : « Non si volge chi a stella è fisso » (« Celui qui fixe l'étoile ne change pas de cap »). Le premier numéro comprend 8 pages illustrées vendues 15 centimes de lire. Dans ce numéro, les responsables s'affirment ouvert aux sciences, à la littérature et à la philosophie, et veulent « réveiller la bourgeoisie, traditionaliste et érudite, devenue sourde, aveugle et vile ». Durant la première période de la revue qui s'achève le 10 mai 1903 après 9 livraisons, les valeurs affichées ne varient pas et font référence à Nietzsche, Gabriele D'Annunzio et à l'esprit de la Renaissance. Animée par de jeunes gens, la revue est aussi ouverte à l'Art nouveau, au modernisme et au sécessionnisme artistique germanique. Fin mai, une querelle éclate entre Papani/Prezzolini et les autres associés : le revue est suspendue.
Une deuxième série, titrée Leonardo : Rivista d'idee, commence le 10 novembre 1903, avec la publication d'un essai de Papini, Mort et résurrection de la philosophie. Le débat tourne à cette époque autour des questions positivistes et pragmatistes, et c'est ce dernier programme qui est choisi, illustré par F.C.S. Schiller et William James dont les textes sont mis en avant. La marque graphique de la première page est confiée à Giovanni Costetti. L'impression est prise en charge par l'éditeur-typographe florentin Attilio Vallecchi (1880-1946), propriétaire de la société Stabilimento tipografico della Biblioteca di cultura liberale, qui devient un véritable mécène. De nouveaux collaborateurs réguliers apparaissent :  Emilio Cecchi, Giovanni Vailati et Mario Calderon. Chaque numéro fait en moyenne 16 pages et est beaucoup moins illustré. En décembre suivant, sort le double no 11-12 et la revue ne reprend sa publication qu'en mars 1904, avec une nouvelle numérotation, 32 à 40 pages en moyenne et à un rythme irrégulier : la revue sort en juin, puis en novembre 1904. Un nouveau changement graphique a lieu en février 1905, faisant appel à Charles Doudelet, et des vignettes en bichromie rouge d'Arnango Soffici, Armando Spadini, De Carolis et Oscar Ghiglia, en même temps qu'une parution trimestrielle est assurée. Le prix au numéro passe à 2 lires.
Une troisième et dernière série commence en février 1906. Dans ce numéro, est publié un texte en français signé Charles-Albert Cingria, Dialogue sur le mépris de l'image et l'excellence de la lettre. Le rythme trimestriel est maintenu. Dans les numéros suivants, l'accent est mis sur le mysticisme. Sur le plan des idées philosophiques, la revue polémique avec Benedetto Croce, fait l'éloge de Henri Bergson et maintient une ligne générale fidèle à W. James. 
Dans l'éditorial d'août 1907, Papini et Prezzolini annoncent à leurs lecteurs la fin de la revue et avoue l'échec de leur programme qui consistait à convoquer la folie, le risque, la lucidité, pour réveiller l'Italie. Certains critiques américains y ont vu là les bases théoriques de ce qui deviendra le fascisme en Italie,. 
Parallèlement, est lancée la « Biblioteca del Leonardo », une collection d'ouvrages qui propose neuf essais signés par les collaborateurs.  
Un an plus tard, Papini et Prezzolini se lancent dans une nouvelle aventure intellectuelle en fondant la revue La Voce.
Leonardo marqua durablement le paysage intellectuel de l'Italie au seuil du nouveau siècle — ses animateurs et ses lecteurs furent appelés les leonardini. Papini entra en relation avec Stanisław Brzozowski — qui vivait à Florence en 1907 —, William James et Bergson, et en fut le premier promoteur en Italie.